# Летние
Летние (тат. Җәйләү) — деревня в Усть-Ишимском районе Омской области. Входит в состав Усть-Ишимского сельского поселения.

## История
По переписи 1897 года проживало 96 человек, из них проживало 96 татар и 0 бухарцев.
Основана в 1800 году. В 1926 году состояла из 34 хозяйств, основное население — бухарцы. В составе Усть-Ишимского сельсовета Усть-Ишимского района Тарского округа Сибирского края.

## Население
| 1926 | 2010 |
| ---- | ---- |
| 178  | ↘128 |